# ベーシック・ロールプレイング
ベーシック・ロールプレイング（Basic Role-Playing）は、アメリカ合衆国のゲーム会社ケイオシアム社が開発したテーブルトークRPG（TRPG）の基幹システムである。略称はBRP。

## 概要
ベーシック・ロールプレイングはキャラクタークラスというものを使わずに技能（スキル）をポイント配分することで自由なキャラクター作りを行うことを可能にした最初のルールシステムである。ベーシック・ロールプレイングの考案したスキル制の考え方はガープスをはじめとした多くのゲームに多大な影響を与えることになった（技能システム制で、クラス/レベル制を用いないシステムとしては1977年のGDW『トラベラー (TRPG)』が先行している）。
1978年刊行の『ルーンクエスト』がその母体で、汎用のシステムとして再編集され、1980年のボックスセットに同梱の冊子として刊行された。商業的に出版されたものとしては初めての汎用RPGシステムである。『クトゥルフの呼び声』など、その後同社が販売してきたゲームの多くもベーシック・ロールプレイングを基幹としてルールやデータを追加したものである。「ベーシック・ロールプレイング」としてはその後2002年と2008年に独立した書籍として刊行された。最新の2008年版は400ページ近い大冊で、同社のさまざまなゲームに使われたアイデアを多くを選択ルールとして柔軟な形でまとめたものとなっている。たとえばキャラクターの特性値はロールでランダムに決定され、ポイント配分による決定方式は選択ルールとなっているし、『ルーンクエスト』では標準ルールだった戦闘時の命中部位やストライク・ランク（攻撃の優先順位）も選択ルールとなっている。
さらに2020年にはケイオシアム社がベーシック・ロールプレイングのルールをシステム・リファレンス・ドキュメント(SRD)の形で公開した。また、ケイオシアム社が2008年版のルールを改定した2023年版の『ベーシック・ロールプレイングユニバーサル・ゲーム・エンジン（BRP Universal Game Engine）』を発売した。2023年版は2008年版のルールを整備して250ページほどのコンパクトな書籍となり、日本では『新クトゥルフ神話TRPG』や『新版ルーンクエスト』のコアルールとして使用されている。

## システム
行為判定はパーセンテージロール形式であり、プレイヤーキャラクターの持つ各技能は成功率がパーセンテージの形式でキャラクターシートに表記されることになる（例：《登攀》52%）。
技能以外にも能力値が存在し、行為判定に必要な技能をもっていない場合は能力値を基準に行為判定を行う（基本的に技能を使用した判定より失敗しやすい）。能力値には以下の7つが存在する。
- STR - Strength。筋力を表す。
- CON - Constitution。肉体の頑健さを表す。
- SIZ - Size。身体の大きさを表す
- INT - Intelligence。知性を表す。
- POW - Power。精神力や魔力を表す。
- DEX - Dexterity。敏捷性や器用さを表す
- CHA - Charisma。人間的な魅力を表す。外見の美しさも含む。

CHAは、後のシステムではAPP - Appearance（外見）に置き換えられている。
ゲーム・セッティングによってはこれらに加えて専用の能力値が加わることもある。例えば、『クトゥルフの呼び声』ならば、EDU（Education、教養度。2008年版では選択ルールながらキャラクターシートには他の能力値と並んで欄がある）、SAN（Sanity、正気度）などが加わる。
能力値の数値は標準的な人間ならば3～18の範囲になり、この数値バランスはどのベーシック・ロールプレイングのゲームでも同じなため、ベーシック・ロールプレイングのゲーム同士なら、モンスターやキャラクターのデータを流用することも可能である（ただし若干の改造は必要）。

## ライセンス
2023年版の『ベーシック・ロールプレイングユニバーサル・ゲーム・エンジン（BRP Universal Game Engine）』 は、オープンRPGクリエイティブ・ライセンス(以下「ORCライセンス」)のもと、個人および商用利用がロイヤリティフリーで可能です。

## ベーシック・ロールプレイングが使われているゲーム
ケイオシアム社
- en:RuneQuest（1978年）
  - 日本語版：ルーンクエスト
- en:Stormbringer_(role-playing_game)（1981年）　および　en:Elric! - マイケル・ムアコックの小説エターナル・チャンピオン・シリーズを背景とした作品
  - 日本語版：ストームブリンガー、エルリック！
- en:Call_of_Cthulhu_(role-playing_game)（1981年）
  - 日本語版：クトゥルフの呼び声（クトゥルフ神話TRPG）
- en:Worlds of Wonder (game)（1982年）- BRPを基にFuture World、Magic World、Superworldの3つの設定を収めた作品
- en:Superworld　（1983年）- 上の一部を独立させた作品
- en:Ringworld_(role-playing_game) （1984年）- ラリー・ニーヴンのSF小説「リングワールド」を基にした作品
- en:Elfquest （1984年）- 同名のコミックを基にした作品
- en:Hawkmoon (role-playing game)（1986年）- ストームブリンガーと同様「エターナル・チャンピオン」シリーズが背景
- en:Nephilim_(RPG)　（1992年）- フランスの Multisim 社がBRPのライセンスを得て開発したゲームを英語に逆輸入した作品
- en:Rivers of London  (RPG)   (2022年) - 同タイトルのイギリスのファンタジー小説シリーズを元にした作品。日本では『ロンドン警視庁特殊犯罪課シリーズ』というタイトルで和訳版の小説を出版している

他社
- Delta Green (Pagan Publishing) - 現代アメリカにおけるクトゥルフ神話

またルーンクエストのライセンスを得た会社が、ライセンス期間が終わって商標が使えなくなった後に、ルール部分に多少の修正を加えて別タイトルで出している製品もある。
- en:Mythras (Design Mechanism)
- Legend (Mongoose)

日本語独自の作品
- 暗闘の騎士 ゲノム・シード - Role&Roll誌の増刊号である『Role&Roll SP』（2004年、新紀元社、ISBN 9784775303221）に掲載された現代超人アクションもののTRPG。デザインは高平鳴海。このゲームを原作にした小説『ゲノム・シード』をデザイナー自身が執筆している(2006年、HJ文庫、ISBN 9784894254572）なお『Role&Roll SP』にはベーシック･ロールプレイング・システム自体の翻訳も収録されている。
- 大帝の剣RPG
- 放課後怪奇くらぶ